# Harald Hornborg

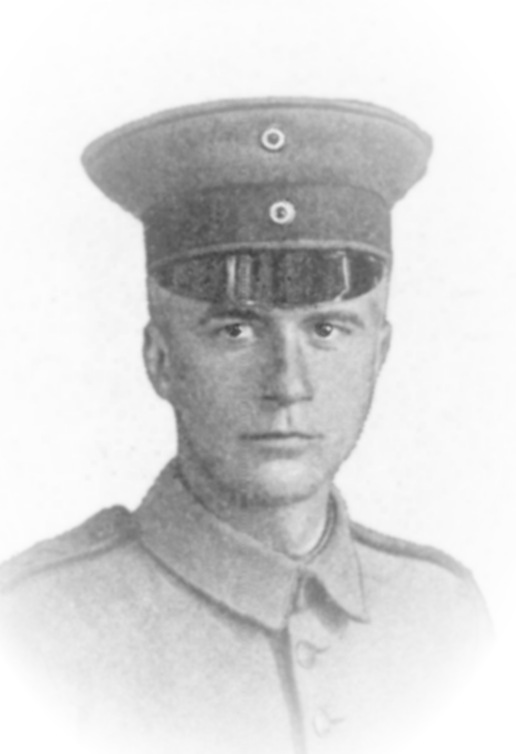
Harald Hornborg.

Birger Harald Hornborg, född 16 februari 1890 i Helsingfors, död 10 juli 1976 i Karis, var en finlandssvensk författare. Han var son till kamreraren Albrecht Hornborg och hans andra hustru Alma Maria  och yngre bror till Eirik och Torsten Hornborg. 
Hornborg var bland de första studenterna som värvades till jägarrörelsen och år 1915 blev han en av de första att ta sig an pfadfinderkursen i Tyskland. Han blev senare en del av den 27 Preussiska Jägarbataljonens andra kompani.  Hornborg blev jägarlöjtnant 1918 och kapten 1940. 

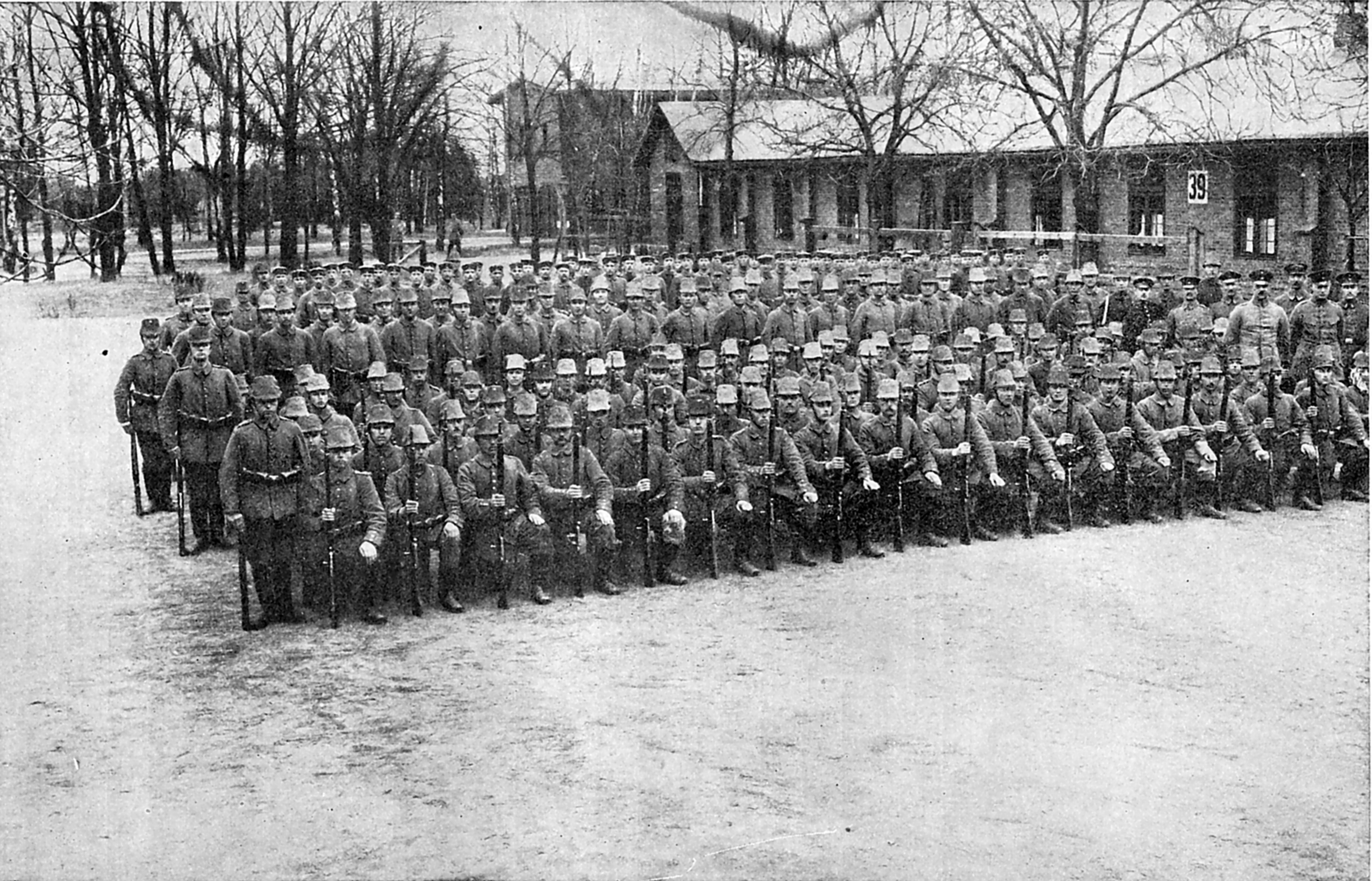
Jägarbataljonens 2 kompani

Hornborg avlade filosofie kandidatexamen 1925. Under mellankrigsåren verkade han som tjänsteman vid utrikesministeriet, 1931-34 andre direktör vid Holger Schildts förlag och 1935-40 tjänsteman vid Träförädlingsindustrins arbetsgivarförbund. Från år 1940 ägnade han sig helt åt sitt författarskap. År 1948 blev han forskarledamot i Svenska Genealogiska Samfundet.

## Författarskap
Hornborg skrev en serie humoristiska romaner om de påhittade tyska furstendömena Flüstringen och Bühlingen. Den första kom ut 1928, med namnet Herr von Loewenecks kamp. Hornborg författade även flera romaner i finländsk 1700- och 1800-talsmiljö, t.ex. romanserien om Hakenskiölds. De fann sin väg (1965) handlar om 27:e preussiska jägarbataljonen och är ett stycke självupplevd historia.  I sitt författarskap strävade han efter att troget återge tidsandan med korrekt skildring av miljöer, beteenden och tänkesätt.